# Tupilakosaurus
Genre
Tupilakosaurus est un genre fossile de temnospondyles dvinosauriens de la famille des Tupilakosauridae, actif durant la période de l'Indusien.

## Systématique
Le genre Tupilakosaurus a été décrit en 1954 par le paléontologue danois Nielsen (d) (1910-1968) avec pour espèce type Tupilakosaurus heilmani.

## Liste d'espèces
Selon Paleobiology Database (12 novembre 2022) :
- † Tupilakosaurus heilmani Nielsen, 1954 - espèce type - attestée de la formation de Wordie Creek (d) au Groenland
- † Tupilakosaurus wetlugensis Shishkin, 1961 - attestée des formations Vokhma et Kopanskaya, dans l'oblast de Nijni Novgorod, en Russie

## Publication originale
- (en) Eigil Nielsen, 1954, « Tupilakosaurus helimani n. g. et n. sp. An interesting batrachomorph from the Triassic of East Greenland », Meddelelser om Grønland udgivne ap Kommissionen for Videnskabelige Undersøgelser i Grønland, vol. 72, n. 8, p. 1-33.